# Inglot (przedsiębiorstwo)
INGLOT Sp. z o.o. – polskie przedsiębiorstwo kosmetyczne o globalnym zasięgu (posiada pozycję dominującą na krajowych rynkach kosmetycznych w Malezji, Azerbejdżanie oraz w Irlandii), założone w 1983 roku w Przemyślu przez Wojciecha Inglota.
Pierwszy zagraniczny salon został otwarty w 2006 roku w Montrealu w Kanadzie. W 2013 r. miał 400 salonów na sześciu kontynentach, w tym w prestiżowych lokalizacjach (m.in. róg Broadwayu i 48 ulicy w Nowym Jorku, Mall of the Emirates w Dubaju, czy Caesars Palace w Las Vegas). Poza Polską przedsiębiorstwo prowadzi działalność jako INGLOT Cosmetics. 95% produkcji powstaje w Przemyślu.